# میکا آرگانیاراس
میکا آرگانیاراس (اسپانیایی: Mica Argañaraz‎؛ زادهٔ ۱۶ مهٔ ۱۹۹۲) مدل، بازیگر و هنرمند اهل آرژانتین است. او کارش را با مدلینگ برای شنل و ورساچه آغاز کرد و به آن دختره مشهور شد.
از فیلم‌هایی که وی در آن‌ها نقش داشته‌است، می‌توان به نور جاودان اشاره نمود.
نور جاودان فیلمی به کارگردانی گاسپار نوئه از سال ۲۰۱۹ است.